# 格利索勒
格利索勒（法語：Glisolles，法語發音：[ɡlizɔl]）是法国厄尔省的一个市镇，属于埃夫勒区。

## 地理
格利索勒（48°59'1"N, 1°1'14"E）面积10.92 平方千米，位于法国诺曼底大区厄尔省，该省份为法国北部内陆省份，北起滨海塞纳省，西接奧恩省和卡爾瓦多斯省，南至厄尔-卢瓦省，东临瓦兹省、瓦兹河谷省和伊夫林省。
与格利索勒接壤的市镇（或旧市镇、城区）包括：伊通河畔拉博讷维尔、尚多朗、拉克鲁瓦西耶、费里耶尔欧克洛谢、戈德勒维尔-拉里维耶尔、莱旺特、勒瓦勒多雷。

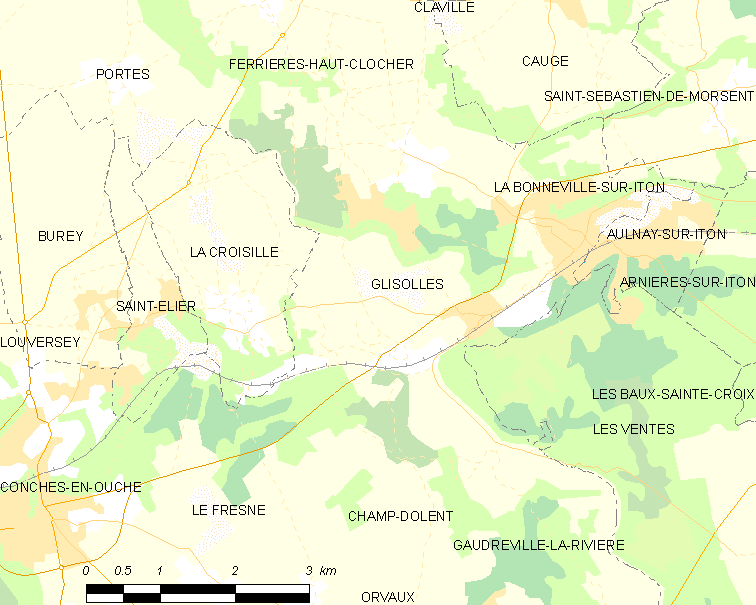
格利索勒的OSM定位图

格利索勒的时区为UTC+01:00、UTC+02:00（夏令时）。

## 行政
格利索勒的邮政编码为27190，INSEE市镇编码为27287。

## 政治
格利索勒所属的省级选区为乌什地区孔什县。

## 人口

1962-2008年间格利索勒人口变化图示

格利索勒于2022年1月1日时的人口数量为851人。